# Isaure Mosabau
Isaure Manpasika Mosabau (* 10. Juni 1994 in Paris, Frankreich) ist eine französisch-kongolesische Handballspielerin, die für die Nationalmannschaft der Demokratischen Republik Kongo aufläuft.

## Karriere

### Im Verein
Mosabau begann das Handballspielen im Alter von zwölf Jahren. Die Kreisläuferin lief in der Saison 2012/13 für Issy Paris Hand in der Division 1 auf, in der sie drei Treffer erzielte. In dieser Spielzeit gewann sie mit Issy Paris Hand den französischen Ligapokal und stand im Finale des EHF-Europapokals der Pokalsieger. Mosabau schloss sich im Jahr 2013 dem Drittligisten Stella Saint-Maur Handball an, mit dem sie ein Jahr später aufstieg. Im Jahr 2017 wechselte sie zum Ligakonkurrenten Noisy-le-Grand HB. Nachdem Noisy-le-Grand HB in der Spielzeit 2019/20 drittklassig war, kehrte sie mit dem Verein in die Zweitklassigkeit zurück. Seit der Spielzeit 2024/25 tritt sie mit dem Verein wieder in der dritthöchsten französischen Spielklasse an.

### In Auswahlmannschaften
Mosabau nahm mit der Nationalmannschaft der Demokratischen Republik Kongo an der Weltmeisterschaft 2019 in Japan teil. Im Turnierverlauf erzielte sie fünf Treffer.